# It's Showtime
It's Showtime a fost cea mai importantă promoție de kickbox din Europa până la momentul cumpărării acesteia de către GLORY, în martie 2012. Românul Daniel Ghiță a fost ultimul campion mondial al greilor în It's Showtime.